# Пауловния
Пауловния (Paulownia) е род дървесни растения от разред Lamiales срещащи се в източна и югоизточна Азия. В Северна Америка и Европа (вкл. България) е внесен видът Paulownia tomentosa като декоративно растение.
Пауловниите са високи листопадни дървета. Произхождат от Югоизточна Азия, където днес са широко култивирани; те са местен вид, особено ценен в Япония и Корея. Ценните стопански качества на Пауловнията са многобройни – сред тях могат да се посочат: изключително бърз растеж, устойчива дървесина, едри цветове и листа, добра приспособимост към повечето типове почви. Важната роля на дървото – в обичаите, бита, естетическата култура на редица азиатски държави, е вековна традиция. Пример за неговата употреба като символ е гербът на кабинета на министър-председателя на Япония. Любопитна анатомическа особеност на ствола на растението е формирането на куха област надлъжно в центъра на сърцевината му.

## Етимология
Името на род Paulownia е дадено в чест на дъщерята на император Павел I – красавицата Анна Павловна (1795 – 1865), от Филип Франц фон Зиболд и Йозеф Герхард Цукарини.

## Ботаническа класификация
Състои се от 4 вида:
- Paulownia elongata
- Paulownia fortunei (синоними: Paulownia duclouxii Dode, Paulownia mikado T.Ito)
- Paulownia speciosa
- Paulownia tomentosa

## Галерия
- Лист
- Цветове
- Плодове
- Ствол – кора